# Айнабо
Айнабо (сомал. Caynabo) — город в сомалийском регионе Сул, административный центр одноимённого округа. По состоянию на 2012 год, Айнабо входит в состав непризнанного государства Сомалиленд.

## Географическое положение
Центр города располагается на высоте 774 метров над уровнем моря.

## Население
Большинство населения города принадлежит к сомалийскому клану Исаак.

## Транспорт
Ближайший аэропорт находится в городе Буръо.